# オサレ
オサレは「お洒落」を語源とする俗語・隠語で本来はお洒落の同義語。逆に、お洒落（センスが良い、見栄えが良い）の対義語としての使用もインターネットを中心に広まっている。

## 定義
特に、お洒落の対義語としての用途においては、「本人はセンスが良いと思っているが、まわりから見れば逆にダサい」といった場合の周囲との温度差を表現する言葉であり、遠回しにセンス・感覚が他人とずれているという意味が込められている。また、「自分はセンスが良いと思うが周囲には共感してもらえないだろう」等のような自虐として使用する場合や、「お洒落」に対する蔑称として使用する場合もある。普段はオシャレをしない人が、めずらしくオシャレをしたときの照れかくしとして使うこともある。
ある程度インターネットに触れていてもこの用途を知らない者は多く、一律に「お洒落」の同義語として解釈、あるいは使用される場合が多い。

## 由来
オサレの起源は定かではないが、90年代にテレビ東京で放送された浅草橋ヤング洋品店の「中華大戦争」コーナーに登場した金萬福が1995年、ライバルの周富徳の着ている調理服のデザインを片言の日本語で批判し、周と大して変わらない自身の調理服を「オレ、オサレ。」と口にしたものが放送されている。その後オサレは、「萌え」や「ツンデレ」などといった俗語と同じく、21世紀初頭にインターネットを中心として広まった。

## 俗説
漫画家・久保帯人の描く漫画キャラクターのファッションセンスや、その漫画の中で使用される詩的表現や台詞、ネーミングセンス、キャラクターの立ち回りなどにおいて、読者と作者の美的センスに大きな差があり、その温度差を皮肉を込めて「オサレだ」などと表現したことから広まったという説があるが、実際にはそれ以前の年代からインターネット掲示板で使用例があり作品ファンによる俗説の域を出ない。なお、現在ではこの作品に対する「オサレ」は褒め言葉として使われる事の方が多くなっており、他の作品には無い独自のセンスという意味で使われている。

## 「ダサい」との違い
ダサいという言葉も、オサレと同じく「お洒落」の対義語として使用される局面もある。しかし、「ダサい」が相手の美的センスに対し絶対的な否定表現・拒絶表現であるのに対し、「オサレ」は相手の美的センスそのものを否定・拒絶している訳ではなく、相手と周囲との温度差について指摘している。